# Hotel Stadt Hamburg

Am Ende des 18. Jahrhunderts

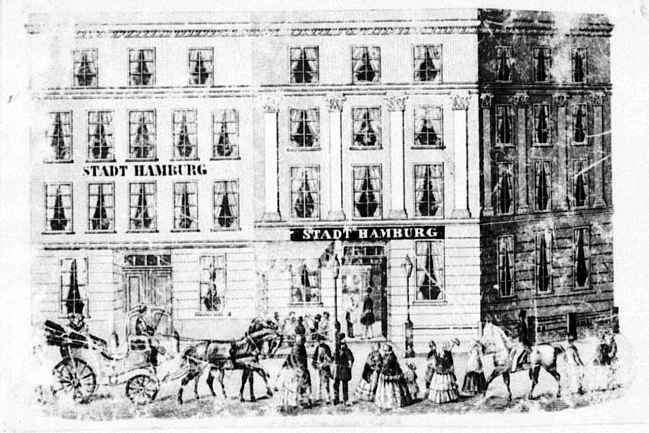
Das Hotel um 1850

1901

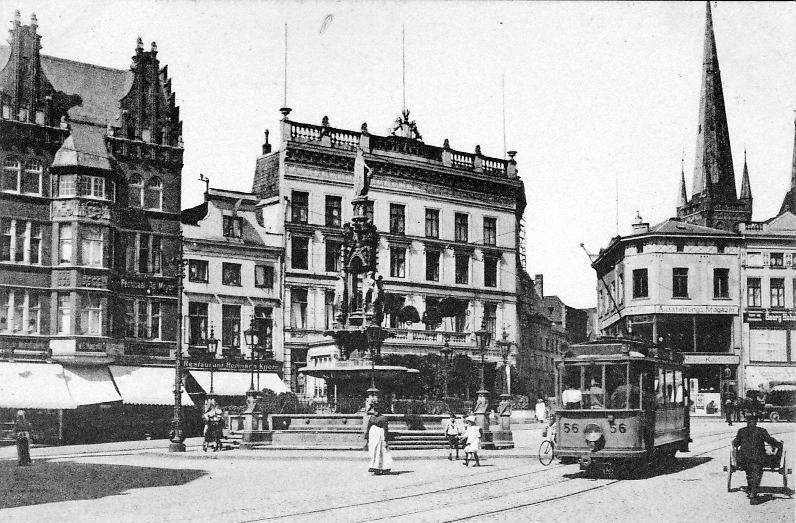
1905

Das Hotel Stadt Hamburg war ein über die Grenzen Lübecks hinaus bekanntes Hotel. Es wird u. a. in Thomas Manns Werken Buddenbrooks oder Tonio Kröger erwähnt.

## Geschichte
Der Hamburger Rat erwarb 1444 das Grundstück Klingberg 1, das den Hamburger Ratsherrn als Absteige in Lübeck diente. Im damaligen Sprachgebrauch war es die Hamburger Herberge. 1480 überließ Hinrich Castorp dem Rat der Stadt Hamburg ein Haus auf dem Klingenberg in Lübeck. Daraus wurde später das Hotel Stadt Hamburg.
Um 1850 verfügte das damals von G. T. Pflüg geführte Hotel über 71 Gästezimmer und warb mit seinen Bade- und Duschgelegenheiten, einem Stall, der verschließbaren Remise und dem Garten hinter dem Haus. Im Jahre 1901 wurde in einem Bericht zur 40-jährigen Wiederkehr des Überganges des Hotels in den Besitz der Familie Toepfer in den Vaterstädtischen Blättern, der illustrierten Beilage der Lübeckischen Anzeigen, die Geschichte des Hauses unter der Nutzung interner und externer Quellen beleuchtet. Die einstige Hamburger Herberge war zu jenem Zeitpunkt der älteste Gasthof Lübecks.
Um 1930 nannte sich das Hotel auch „Hamburger Hof“. Es warb zu dieser Zeit damit, das erste und modernste Haus am Platz zu sein. In der Nacht vom 28. auf den 29. März 1942 wurde das Hotel durch einen Bombenangriff zerstört. Erhalten blieben zwei Löwenfiguren, die wahrscheinlich von Christian Daniel Rauch stammen. Sie zierten einst den Hoteleingang und befinden sich heute vor dem Holstentor. Diese Löwen fanden in Thomas Manns Erzählung Tonio Kröger Erwähnung. Die aus Eisen gegossenen Löwen wurden wahrscheinlich im Jahr 1823 geschaffen. Eines der Tiere ist schlafend, das andere wachend dargestellt. Der Lübecker Konsul Johann Daniel Jakobi (1798–1847) kaufte sie an und ließ sie vor seinem Haus in der Großen Petersgrube 19 aufstellen. 1873 wurden sie von dort zum Hotel Stadt Hamburg geschafft. Nach dem Bombardement wurden sie von der Bauverwaltung in Verwahrung genommen, um dann nach der Neugestaltung der Grünanlage vor dem Holstentor dort platziert zu werden.
Am 18. Mai 1861 ging das Haus an Carl Toepfer über. Nach dessen Tode bewirtschaftete es seine Witwe und zum 1. August 1900 sein Sohn Adolf Toepfer. Adolf Toepfer wurde am 26. Dezember 1904 vom Großherzog von Oldenburg und am 22. August 1906 vom Großherzog von Mecklenburg-Strelitz zu deren Hoftraitor ernannt. Beide waren bei der königlichen Mittagstafel während des Kaisermanövers 1904 im Hotel Stadt Hamburg anwesend. Nach dem Ersten Weltkrieg starb Toepfer am 17. Juni 1919 nach kurzem Leiden. Der Direktor führte das Hotel bis 1926 weiter. Hugo Fleischer übernahm das Hotel, bis es der Ritter Egon von Szadkowski 1938 übernahm. v. Szadkowski starb beim Luftangriff auf Lübeck und liegt auf dem Ehrenfriedhof der Stadt auf dem Feld der Opfer des Luftangriffs. Das Hotel wurde nicht wieder aufgebaut.

## Gäste (reale und fiktive) des Hauses
- 1819 quartierte sich Franz Xaver Mozart in dem Hotel ein.[12] Aus dem Jahr 1837 stammt eine Zeichnung von Eduard Gaertner, die den Blick aus einem der Hotelzimmer zeigt. Prinz Napoleon frühstückte am 21. August 1868 in dem Hotel.[13] Thomas Mann selbst stieg in dem Hotel ab,[14] in dem er auch den Hochstapler Bendix Grünlich, um dem zukünftigen Schwiegervater zu imponieren, bei seinen Buddenbrooks „ein paar Zimmer“ nehmen, oder Tonio Kröger bei seinem Inkognitobesuch seiner Stadt wohnen ließ. Als erwähnenswerte Parallele zu Tonio Kröger wäre auch Mann im Jahre 1899 dort beinahe selbst als Hochstapler verhaftet worden.[15]
- Stefan und Friderike Zweig hielten sich 1926 in dem Hotel auf.[16]

- Wenn Gäste vom Militär in der Stadt weilten, wohnten sie, wie die Vaterstädtischen Blätter stets zu berichten wussten, im Hotel Stadt Hamburg. In diesem Falle stand, wie vor dem Eingang des Rathauses, wenn der Senat tagte, eine Ehrenwache vor dem Hotel.[17]

- Als Lübeck am 1. April 1897 sein Regiment erhielt und Sitz der 81. Infanterie-Brigade wurde, mussten der Generalmajor Günther von Bünau und Oberst v. Kettler in Ermangelung eines geeigneten Unterkunft vorerst in dem Hotel wohnen.[18]

- Im Jahre 1904 fand das alljährliche Kaisermanöver praktisch vor den Toren der Stadt statt. Während die in Lübeck wohnenden ausländischen Korrespondenten im Hotel Kaiserhof an der Untertrave wohnten, wohnten die fürstlichen Gäste auf Empfehlung des Kaisers, welcher bereits bei der Eröffnung des Elbe-Trave-Kanals vom 15. zum 16. Juni 1900 hier genächtigt hatte, in dem Hotel Stadt Hamburg, sofern sie nicht privat im Hause von Lübecker Senatoren untergebracht waren. Unter ihnen befanden sich u. a. Prinz Albrecht, Prinz Friedrich Leopold, Prinz Heinrich XVIII.[19] und der Generaloberst Hahnke. Am Abend des 13. Septembers wurde unter der Regie des Hotelbesitzers in seinen Mauern eine königliche Mittagstafel, nach deren Ende man sich im Goldenen Buch des Hauses eintrug, ausgerichtet. Neben den oben genannten waren unter anderen auch Prinz Heinrich, der Großherzog v. Oldenburg, Herzog Paul Friedrich zu Mecklenburg, Graf August zu Eulenburg, Graf Robert von Zedlitz-Trützschler, Kriegsminister v. Einem, Generalleutnant v. Gayl zugegen.[20]

- Auf einem anderen Stockwerk des Hauses gab es die Tafel für fremdherrliche Offiziere:[21] Auf dem Foto (rechts) sind zu sehen:

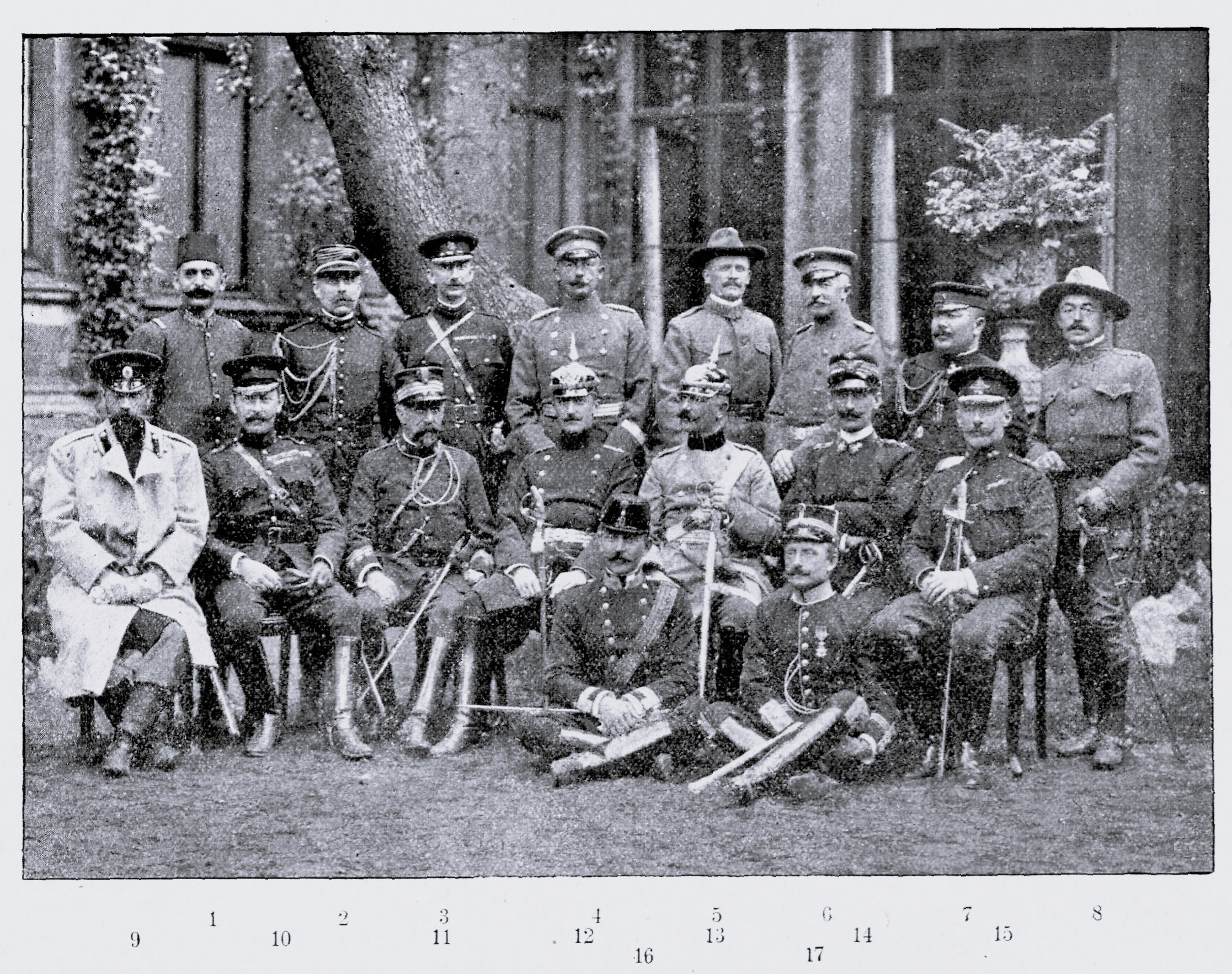
Die fremdherrlichen Militär-Attachés mit ihren deutschen Führern beim Kaisermanöver

1. Colonel Nazif Bey – Attaché Militaire de Turquie,
2. Le Marquis de Laquniche – Commandant de l’artillerie attaché de militaire à l’Ambassade de France à Berlin,
3. Oberst J. French – Commandant d’Artillerie à Gibraltar,
4. Oberstleutnant Frhr. v. Salza – Kgl. Sächsischer Militärbevollmächtigter,
5. W. P. Biddle – Captain Americain Militair-Attaché,
6. Oberstleutnant v. Dorrer – Kgl. Württ. Militärbevollmächtigter,
7. Oberstleutnant Kikutaro Oi. K. – japanischer Militärattaché,
8. S. E. Smiley – Captain U. S. Army,
9. Colonel v. Schebeko – Aide-de-Camp de S. M. l’Empereur de Russie, Agent Militaire,
10. Gleichen – Colonel British Militairy Attaché,
11. Le Compte del Peñon de la Vega – Colonel Attaché militaire à l’Ambassade de l’Espagne,
12. Oberleutnant v. Müller – Garde-Regiment zu Fuß Berlin,
13. Frhr. v. Loen – Rittmeister im 18. Dragoner-Regiment, Parchim,
14. Le Comte de Gastadello – Militaire-Attache d’Italie,
15. Major Quentin Agnew – Militaire-Attaché d’Angleterre,
16. Alois Klepsch Kloth v. Roden – K. u. K. Oesterr. Ung. Militair-Attaché,
17. Le Captain Lie – Militairattaché de Suède & Norge.

- Anna Barnekow, die Verfasserin eines Norddeutschen Kochbuchs, war mehrere Jahre lang Oberköchin im Hotel Stadt Hamburg.[22]

- Heinrich v. Tschirschky und Bögendorff, der Staatssekretär im Auswärtigen Amt wohnte hier am 9. Februar 1906 zu seinem Abschiedsbesuch. Bis zum 17. Januar war er der königlich preußische Gesandte der Hansestädte und Mecklenburgs gewesen.[23]
- Henny Porten, Wilhelm von Kaufmann und Carl Froelich weilten drei Tage aus Anlass des Pressefestes, auf dem Die Flammen lügen in der Schauburg gezeigt wurde, in Lübeck.[24]

## Quelle
- Der älteste Gasthof Lübecks. In: Vaterstädtische Blätter. 12. Mai 1901.